# Estudios Areito
Estudios Areito son unos estudios de grabación ubicados en La Habana, Cuba. Propiedad de la discográfica estatal EGREM, son los estudios más antiguos de la isla y uno de los más antiguos del mundo en funciones.

## Historia
En 1943 fue fundada por el ingeniero Ramón Sabat la empresa fonográfica Musicraft. Dicha empresa instalaría un estudio de grabación en una casa que fue una fábrica de tabaco de los años 20 la calle San Miguel, ubicada en el número 410. Por entonces servía de sitios de ensayo para la Filarmónica de La Habana. La compañía de Sabat inició la publicación de sus discos como Pan-Art en 1945. Por entonces el estudio coexistió con los de la estación de radio CMQ, mismos que eran arrendados por la compañía estadounidense RCA Victor. Los artistas de Cuba comenzaron a grabar con mayor frecuencia en los estudios de Pan-Art dado que el grabar con RCA Victor implicaba esperar cerca de un año dada la maquila de los mismos se realizaba en Estados Unidos. Si bien la calidad de maquila de Pan-Art era inferior a la de la discográfica estadounidense, el plazo de espera para los artistas cubanos era más rápida para un público ávido de música del gusto cubano.
Tras la Revolución cubana y la consecuente nacionalización de Pan-Art el 31 de octubre de 1964 el gobierno cubano fundó EGREM, teniendo como sede central los estudios de la calle de San Miguel. En los años 60 del siglo XX recibieron el nombre de Estudios Areito, palabra de la lengua taína que significa fiesta. Hacia los años 80 se convirtió en uno de los pocos sitios para grabar en la isla. 
Los estudios Areito además fungen como una fonoteca que resguarda un estimado de 70 000 originales de grabaciones del patrimonio musical de Cuba y de otros sitios del mundo. Dichos archivos incluyen la propia producción musical de EGREM así como de la disquera Panart, antecedente de la misma fundada hacia 1944. En 2019 fue reinaugurado el Estudio 102 al ser restaurado y reequipado, hecho que fue celebrado con un concierto de la agrupación Estrellas de Areito.
En sus instalaciones se han grabado discos de artistas de renombre nacional e internacional como Benny Moré, Nat King Cole, Sonora Matancera, Dámaso Pérez Prado, Silvio Rodríguez, Pablo Milanés, Fito Páez, Harry Belafonte, Merceditas Valdés, Toña La Negra y Buena Vista Social Club, entre otros.

## Características
Los estudios Areito cuentan con dos salas de grabación, el Estudio 101 y el Estudio 102. 

### Estudio 101
- Consola Amek Mozart de 40 canales
- Consola Yamaha 02R
- Grabadora Studer A80 de 24 canales
- Equipo Pro Tools
- Micrófonos Neumann modelos U47, U87 y U89
- Piano Steinway D

## Premios y reconocimientos
- Premio Internacional Miguel Matamoros por la Unión de Escritores y Artistas de Cuba, 2018.